# Thézan-lès-Béziers
Thézan-lès-Béziers is een gemeente in het Franse departement Hérault (regio Occitanie). De plaats maakt deel uit van het arrondissement Béziers. Thézan-lès-Béziers telde op 1 januari 2022 3.070 inwoners.

## Geografie
De oppervlakte van Thézan-lès-Béziers bedroeg op 1 januari 2022 13,65 vierkante kilometer; de bevolkingsdichtheid was toen 224,9 inwoners per km².

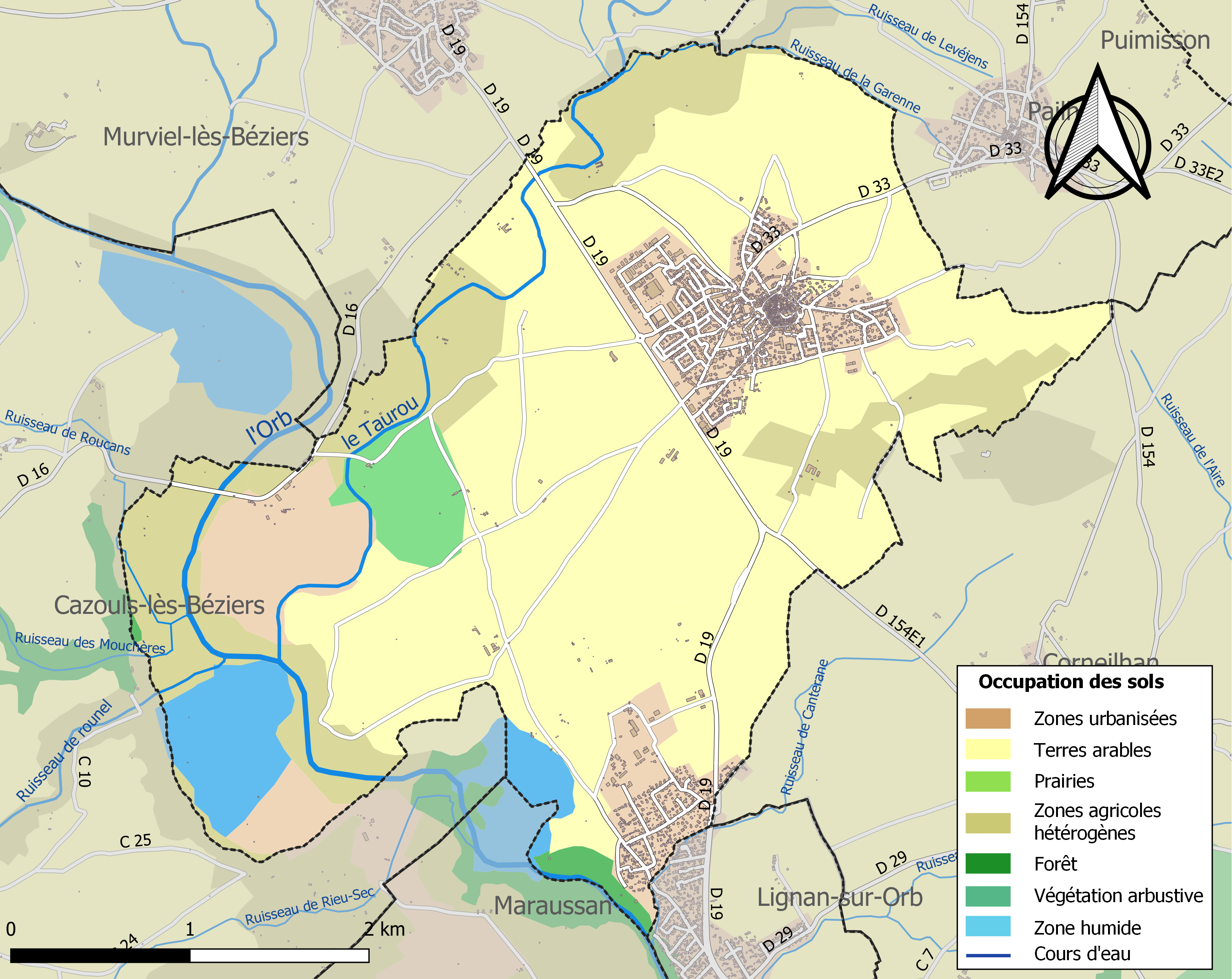
Kaart van de gemeente met belangrijkste infrastructuur, bodemgebruik en omliggende gemeenten

## Demografie
Onderstaande figuur toont het verloop van het inwonertal (bron: INSEE-tellingen).